# Franciszek Stanisław Jaranowski
Franciszek Stanisław Jaranowski herbu Topór – stolnik brzeskokujawski w latach 1704–1715.
Był deputatem województwa inowrocławskiego w konfederacji sandomierskiej 1704 roku. 